# Světový den chudých
Světový den chudých je římskokatolický svátek, který se slaví od roku 2017 vždy o 33. neděli v liturgického mezidobí. Zavedl jej papež František ve svém apoštolském listě Misericordia et Misera vydaném 20. listopadu 2016 u příležitosti ukončení mimořádného Jubilea milosrdenství.

## Popis
Světový den chudých se poprvé slavil 19. listopadu 2017 na téma: „Milujme nikoli slovy, ale skutky.“ Ve svém poselství k tomuto prvnímu Světovému dni chudých papež František řekl, že „Otče náš je modlitbou chudých“. V bazilice svatého Petra sloužil zvláštní mši, po níž následoval bezplatný oběd v přilehlé aule Pavla VI., v několika katolických kolejích a na dalších místech Vatikánu. V týdnu předcházejícím Světovému dni chudých byly na mobilní klinice nabízeny bezplatné odborné lékařské služby.
Tento den se slavil i v dalších zemích, včetně Indie, Polska a Kanady, kde se konaly zvláštní mše, bezplatné stravování pro chudé a další iniciativy.
V Indii zahájil bombajský arcibiskup, kardinál Oswald Gracias, projekt „ACTS“ (Actively Called to Serve), v jehož rámci byly ve farnostech distribuovány tašky, do nichž mohli lidé darovat potraviny (např. obilí nebo cukr) a hygienické potřeby pro chudé. Kardinál Gracias řekl, že „náš Pán nám dal ve svém životě pozoruhodný příklad prostoty a chudoby. Učil své učedníky, aby si vážili chudoby“.
V některých polských městech tomuto dni předcházel „Týden chudých“, kdy se někteří katolíci modlili za potřebné a organizovali pro ně různé formy pomoci. V Krakově byly méně šťastným nabízeny služby kosmetičky a kadeřnice, konaly se kulinářské, divadelní a hudební workshopy, v Poznani se v centrech pro chudé či bezdomovce pořádala filmová představení a setkání, v „autobuse pomoci“ mohli dostat teplé jídlo, oblečení a ošetřovatelskou pomoc.
V Kanadě inicioval vancouverský arcibiskup J. Michael Miller čtyřdenní e-mailovou modlitební kampaň za potřebné a vyzval k rozhovorům s bezdomovci, k darům, charitativní pomoci, návštěvám nemocných a vězňů, k utěšování pozůstalých a k dávání almužen chudým.

## Témata Světového dne chudých
- 1. světový den chudých, 19. listopadu 2017: „Nemilujme slovem, ale skutkem“ – 1Jan 3, 18 (Kral, ČEP)
- 2. světový den chudých, 18. listopadu 2018: „Chudák volal a Hospodin ho vyslyšel“ – Ž 34, 7 (Kral, ČEP)
- 3. světový den chudých, 17. listopadu 2019: „Důvěra nešťastných je nikdy nezklame“ – Ž 9, 19 (Kral, ČEP)
- 4. světový den chudých, 15. listopadu 2020: „Natáhni ruku k chudým“ – Sir 7, 32 (Kral, ČEP)
- 5. světový den chudých, 14. listopadu 2021: „Chudé máš stále u sebe“ – Mk 14, 7 (Kral, ČEP)